# Стефан Миљеновић
Стефан Миљеновић (Најагара Фолс, 21. август 2001) српско-канадски је кошаркаш. Игра на позицији бека, а тренутно је играч Црвене звезде.

## Каријера

### Ране године
Миљеновић је одрастао у Канади, а кошарку је почео да тренира када је имао 11 година. Будући да није био задовољан перспективом за кошаркашко усавршавање у Канади, као петнаестогодишњак се преселио у САД, у Мејн, где је и започео средњошколско образовање. Две и по године је похађао тамошњу Ли академију, у чијем кошаркашком тиму је током друге сезоне имао запажену статистику. Тамо га је приметио некадашњи српски кошаркаш Раде Џамбић, који је тада већ био власник Интернационалне спортске академије (ИСА) у градићу Хусик Фолс, смештеном у држави Њујорк. Миљеновић је потом прешао у овај градић и образовање наставио у Средњој школи Хусак, с којом је ИСА била у партнерству. По матурирању преселио се у Пенсилванију и уписао Универзитет Слипери Рок, чији кошаркашки тим се такмичио у Другој дивизији . Међутим, никада није ни заиграо за овај тим, јер је читава сезона 2020/21. била отказана због пандемије ковида 19.

### Клупска
Сениорску каријеру започео је јесени 2021. у клубу Леотар из Требиња, на позив тренера Марка Ичелића. Почетком јануара 2022. прешао је у Слодес и тако по први пут заиграо у Србији. Сезону 2022/23. провео је у ОКК Београду. Био је најбољи стрелац Суперлиге Србије 2022/23, током које је по утакмици бележио 21,8 поена. У јуну 2023. потписао је за Мегу.

## Каријера

### Ране године
Миљеновић је одрастао у Канади, а кошарку је почео да тренира када је имао 11 година. Будући да није био задовољан перспективом за кошаркашко усавршавање у Канади, као петнаестогодишњак се преселио у САД, у Мејн, где је и започео средњошколско образовање. Две и по године је похађао тамошњу Ли академију, у чијем кошаркашком тиму је током друге сезоне имао запажену статистику. Тамо га је приметио некадашњи српски кошаркаш Раде Џамбић, који је тада већ био власник Интернационалне спортске академије (ИСА) у градићу Хусик Фолс, смештеном у држави Њујорк. Миљеновић је потом прешао у овај градић и образовање наставио у Средњој школи Хусак, с којом је ИСА била у партнерству. По матурирању преселио се у Пенсилванију и уписао Универзитет Слипери Рок, чији кошаркашки тим се такмичио у Другој дивизији . Међутим, никада није ни заиграо за овај тим, јер је читава сезона 2020/21. била отказана због пандемије ковида 19.

### Клупска
Сениорску каријеру започео је јесени 2021. у клубу Леотар из Требиња, на позив тренера Марка Ичелића. Почетком јануара 2022. прешао је у Слодес и тако по први пут заиграо у Србији. Сезону 2022/23. провео је у ОКК Београду. Био је најбољи стрелац Суперлиге Србије 2022/23, током које је по утакмици бележио 21,8 поена. У јуну 2023. потписао је за Мегу.